# Романчук Мар'ян
Мар'ян Романчук (нар. 14 серпня 1993, с. Стрілків, Стрийський район, Львівщина) — український співак, музикант, автор пісень. Учасник 12 сезону проєкту «Голос країни», соліст гурту «DiZeX» та ВІА «Квартирник».

## Життєпис

### Освіта
2011 закінчив Підгірцівську спеціальну загальноосвітню школу І-ІІІ ступеня.
У 2011 році закінчив Стрийську музичну школу ім. О. Нижанківського (викладач — Михайло Золотуха). Спеціалізація:вокал, фортепіано.
У 2018 році закінчив магістратуру Інституту комп'ютерних наук та інформаційних технологій Національного університету «Львівська політехніка».

### Творча діяльність

#### Гурт «DiZeX»

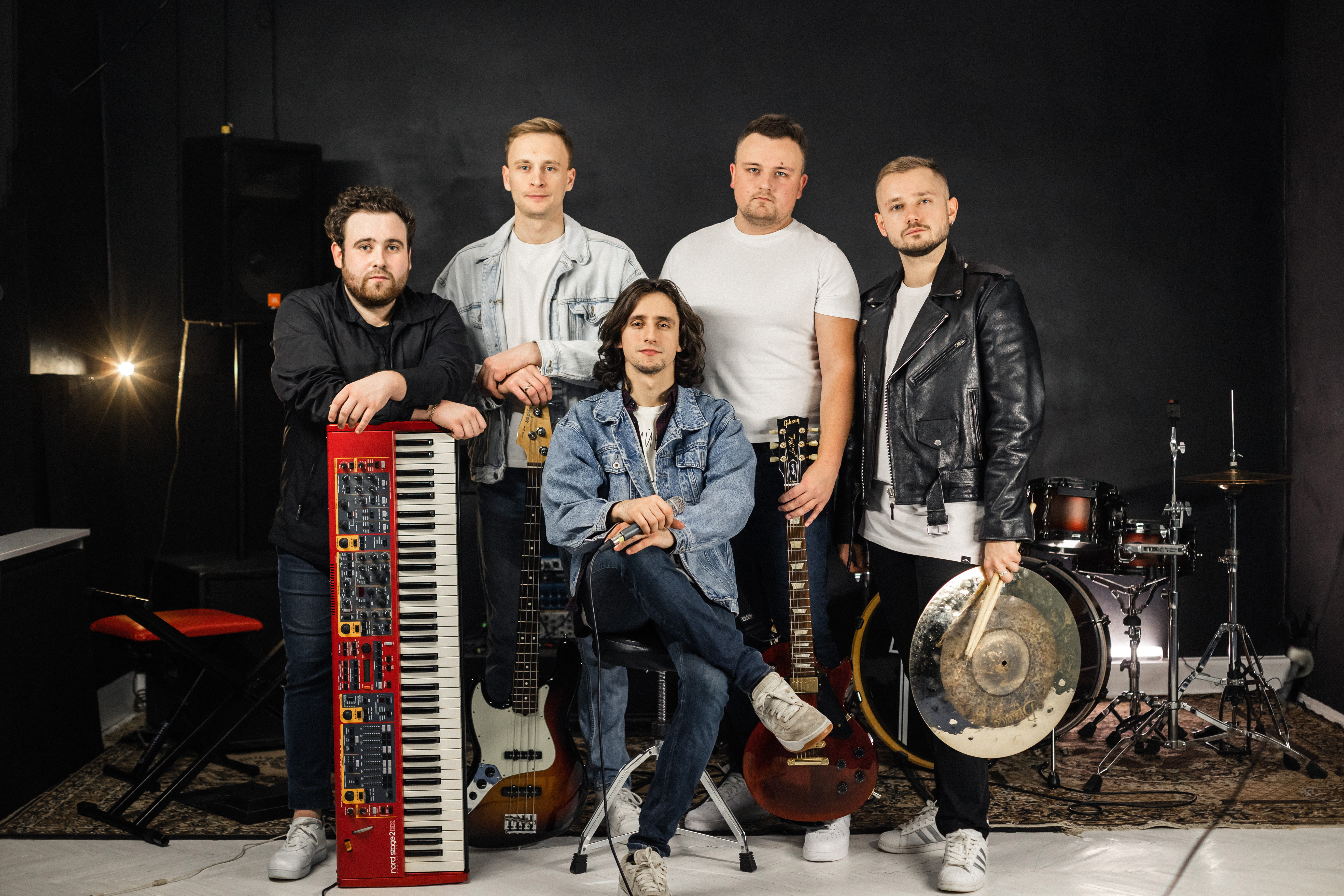
Львівський гурт «DiZeX». В центрі — учасник «Голосу країни», соліст гурту — Мар'ян Романчук.

На 3-му курсі університету Мар'ян почав грати на гітарі, тоді ж створив музичний поп-рок гурт «DiZeX».
Перший склад гурту: Мар'ян Романчук (вокал,гітара), Мар'ян Михайлишин (клавіші,вокал), Юрій Герга (бас-гітара). Назвою колективу був узятий нікнейм басиста.
Спочатку гурт виконував кавери, а згодом почали писати авторську музику. У 2014 році разом зі стрийським митцем Михайлом Золотухою гурт неодноразово брав участь в патріотичних концертах і допомагав українським бійцям та потерпілим на війні з Росією.
Згодом хлопці переїхали до Львова. Там до гурту долучився барабанщик Володимир Процюк.
20 лютого 2016 року колектив організував перший концерт повним складом, — вечір пам'яті Андрія Кузьменка в МБК м. Стрий. Влітку 2016-го колектив починає брати участь у фестивалях та концертах з авторськими піснями: «Трикутник», Парк-Рок Фестиваль, Арт-Візія та ін. Восени 2016-го клавішник гурту йде в армію на 1,5 роки. До складу доєднуються Галина Семків (клавіші) та Роман Сокирко (гітара). У 2017 році гурт виступав на багатьох львівських концертах (Міс ЛМНУ, відкриття арт-платформи «Це Винники, друже!», Батяри на роверах на святкувані Дня міста Львова, День молоді в Горіховому гаю, Brain Wars та ін.). Літо 2017-го DiZeX Band закінчував імпровізованим туром містами України.
Літо 2017 DiZeX Band закінчував імпровізованим туром містами України.

| Просто неба, на старій «жигульці», з повним багажником апаратури, друзями, Полом МакКартні (пес - авт.) і таланом в кишені ми погнали поєднувати приємне з корисним. Грали для людей на вулицях їхніх міст, а по дорозі заїжджали в цікаві туристичні і не тільки місця. В результаті — 8 областей за два тижні, 25 відвіданих місць, більше 1500 км... То було мегацікаво.. Продовження буде! |
| — ділиться враженнями Мар'ян Романчук. |

Після туру Україною гурт зробив перший сольний концерт в найстарішому у Львові нічному клубі Picasso.
У 2018—2020 рр. гурт продовжував активну концертну діяльність. Брав участь у фестивалях: Art and wine festival, Retro Lviv Festival, День міста Пустомити; Удеч-фест, провели черговий сольний концерт в Picasso, проходили відбір на фестиваль «Файне місто» та брали участь у великих концертах StandUp batlle club в нічному клубі «Малевич», та на Китайському новому році у Львові.
В січні 2020-го гурт випустив відеороботу на колядку «Пахне кутею».
З початком ковіду концертна діяльність призупинилась, в жовтні 2020 вийшов перший кліп на пісню «Шалений день». Гурт покинув гітарист Роман Сокирко, а замість нього прийшов Олег Савчин.
В 2021 року видали міні альбом «На свята» і зняли кліп на однойменну пісню з альбому.
З лютого 2021го брали участь в телепроекті «Музичні війни» в м. Тернопіль, де пройшли у півфінал.
Після початку повномасштабного наступу РФ на Україну, DiZeX повернувся до повноцінних концертів. Гурт покинула Галина Семків, а новим клавішником став Євген Сов'як.
Сучасний склад гурту: Романчук Мар'ян (гітара/вокал) Юрій Герга (бас-гітара), Володимир Процюк (барабани), Олег Савчин (гітара), Євген Сов'як (клавіші).
У 2019 р. Мар'ян Романчук разом із клавішником Євгеном Сов'яком створив акустичний дует «Епатаж».

#### Квартирники Маріка
У 2021 році Мар'ян («Марік») почав робити квартирники у себе вдома, коли масові скупчення людей були заборонені, а виступати лише в онлайн-форматі вже не було натхнення. Там співак ділився своєю творчістю і давав можливість іншим авторам та виконавцям показати себе. На локації завжди була апаратура, інструменти, світло та глядачі.
Після 24.02.2022 з початком повномасштабного вторгнення до Львова з'їхалося багато музикантів та творчих людей з різних куточків України. Гостей на «Квартирниках Маріка» стало ще більше.
На «Квартирниках Маріка» виступали такі артисти як: Юра «Апельсин» Капко (Nebraska), проєкт МУР (м. Київ), Рома Майк, Сафі Лентер (кримська татарка, після 2014-го переїхала з Криму у Львів), Степан Горбик та ін.
Долучались також і друзі з «Голосу Країни -12», з команди Потапа: Остап Дрівко (м. Львів), Яна Мілевська (м. Київ), Карина Столаба (м. Івано-Франківськ).

#### ВІА «Квартирник»

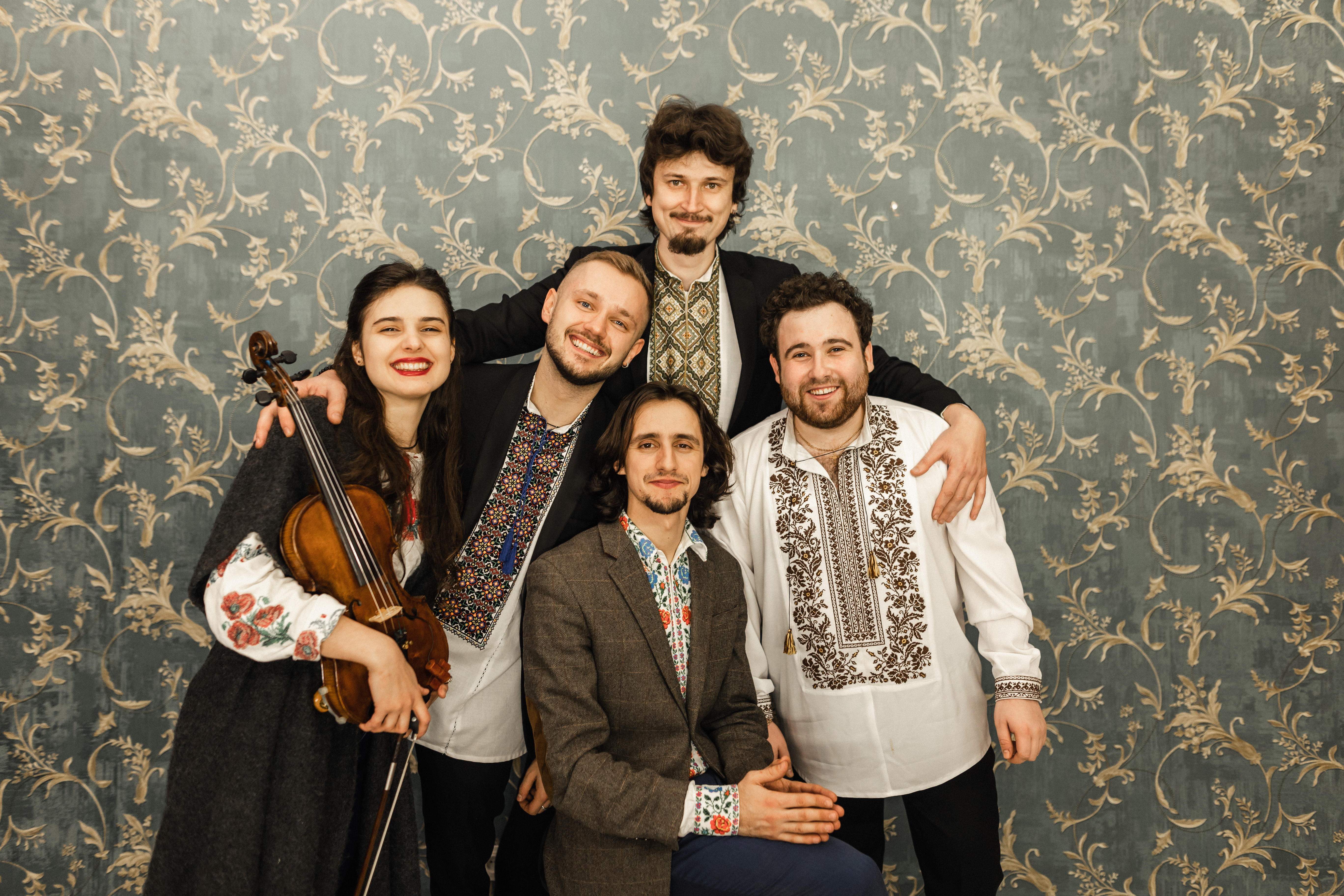
ВІА «Квартирник».

Навесні 2022 року Мар'ян Романчук вирішив реалізувати свою давню ідею зробити тематичний квартирник «українського ретро».
Так 8 травня 2022 року відбувся перший благодійний концерт ВІА «Квартирник» зі збором коштів на ЗСУ.
Колектив утворився з постійних відвідувачів Квартирників Маріка, музикантів, що б'єдналися заради спільної мети — відродження та популяризації української музики ХХ ст., а саме такого культурного феномену як ВІА (вокально-інструментальний ансамбль)
або так званого «вусатого фанку».
До репертуару колективу увійшли пісні Володимира Івасюка, Тараса Петриненка, Назарія Яремчука, Василя Зінкевича, Софії Ротару, ВІА «Кобза», ВІА «Смерічка», ВІА «Візерунки шляхів» та ін.
За час свого існування ВІА «Квартирник» заграли десятки концертів, несучи ідею відродження рідної культури та пісень української естради, на багатьох музичних майданчиках заходу України, у Жидачеві та багатьох містах області, Івано-Франківську, Чернівцях, на Закарпатті.
ВІА «Квартирник» робив спільні концерти разом з Зіновієм Карачем, проєктом «МУР» (вірші українських класиків на сучасну музику), Центром творчості ім. Миколайчука (м. Чернівці), Волонтерською організацією ГО «Українські мурахи» та ін.
Склад колективу: Мар'ян Романчук (вокал, гітара), Євген Сов‘як (клавіші), Марія Клименко (скрипка), Володимир Процюк (ударні), Сергій Бей (бас).

### «Голос країни»
У 2022 році взяв участь у 12-му сезоні проєкту «Голос країни». Для свого виступу Мар'ян обрав пісню Michael David Rosenberg — Let her go.
На сліпих прослуховуваннях до хлопця повернулися Оля Полякова та Потап, команду якого і обрав Мар'ян.
На «Голос країни» конкурсант прийшов не сам, а з підтримкою — песиком-талісманом на ім'я Пол Маккартні, з яким на момент виступу вже чотири роки разом мандрував Україною і вуличним музикантом і знайомив людей зі своєю творчістю.

## Цікаві факти
- Мар'ян Романчук — голос мережі аптек «Подорожник»[30].
- Мар'ян має свою студію звукозапису у Львові.
- З 2019 року Мар'ян Романчук бренд-амбасадором компанії «Ла П'єц»[31].
- Гурт «DiZeX» має свого живого «талісмана» — кокер-спанієля Пола, який приходить на кожну репетицію і на більшість концертів, де є можливість. Створена гуртом репетиційна база названа на його честь — «Хата Пола».
- Влітку 2018 року під час музичного туру Україною учасники гурту «DiZeX» подолали 2700 км за 13 днів.

## Відеокліпи
| Рік  | Назва кліпу                                             | Режисер(и)                                    |
| ---- | ------------------------------------------------------- | --------------------------------------------- |
| 2020 | DiZeX — Шалений день                                    | Андрій Пирожок; Ірина Федорів; Влада Якубович |
| 2020 | Пахне кутею — DiZeX & company (коляда Михайла Золотухи) |                                               |
| 2022 | DiZeX — На свята (feat. Євген Сов‘як)                   | Галинка Семків, Мар'ян Романчук               |
| 2023 | ВІА «Квартирник» — Два кольори                          |                                               |

## Дискографія

### DiZeX
- 2018 р. — «Свято»[32].
- 2018 р. — «Поки ти спиш»[33].
- 2018 р. — «2 години»[34].
- 2018 р. — «Шалений день»[35].
- 2018 р. — «Подарую тобі»[36].
- 2018 р. — «Forever Alone»[37]
- 2019 р. — «Я відшукав тебе»[38].
- 2021 р. — «Велосипед»[39].
- 2022 — Жук-мандрівник[40].
- 2021 — міні-альбом «На свята»:
  - На свята[41]
  - Пахне кутею[42]
  - Коляда Колядка[43]
  - Небо і земля[44]

## Офіційні канали
- Офіційний ютуб-канал Мар'яна Романчука
- Офіційний ютуб-канал гурту «DiZeX»
- Офіційний канал гурту «DiZeX» на музичній платформі Soundcloud.com
- Офіційний ютуб-канал ВІА «Квартирник»